# Wolfram Pflug
Wolfram Friedrich Wilhelm Pflug (* 4. August 1923 in Hohenkränig, Kreis Königsberg Nm.; † 26. Dezember 2013 in Wilsede) war ein deutscher Landschaftsökologe, Ingenieurbiologe, Landschaftsarchitekt und Forstwissenschaftler. Er war von 1965 bis 1988 Inhaber des Lehrstuhls für Landschaftsökologie und Landschaftsgestaltung der Rheinisch-Westfälischen Technischen Hochschule Aachen (RWTH Aachen).

## Leben und Wirken
Wolfram Pflug besuchte von 1934 bis 1941 das Realgymnasium in Schwedt/Oder. Als Freiwilliger trat er 1941 als Offiziersanwärter (aktiv) in die Kriegsmarine ein (Crew V/41). Er war u. a. Kommandant des Vorpostenbootes 5905 „Varanger“ der 59. Vorpostenflottille. Am 26. April 1944 wurde ein von Pflug geführtes Geleit (fünf Handelsschiffe) südlich Bodø von über 80 Kampfflugzeugen eines britischen Trägerverbandes im Nordatlantik angegriffen. Er wurde durch einen Bauchschuss schwer verwundet. 1945/46 war er während der Gefangenschaft in Norwegen Kommandant des Führerschiffes „Orion“ (ex UJ 1702) des Deutschen Minenräumdienstes unter dem Minenräumchef Norwegen Fregattenkapitän Philipp. 1946 wurde er in Hamburg aus englischer Kriegsgefangenschaft entlassen. Sein letzter Dienstgrad war Oberleutnant zur See.
Sein Motto beim Wechsel von der geliebten Marine zur Forstwissenschaft: „Der Sturm heult in den Wanten und Stagen der Schiffsmasten wie in den Zweigen und Ästen der Waldbäume“.
Nach der praktischen Lehrzeit als Forsteleve im Forstamt Langeloh im Kreis Harburg studierte er Forstwissenschaft an der Forstakademie in Hann. Münden. Von 1952 bis 1954 war er bei der Schutzgemeinschaft Deutscher Wald (SDW) im Landesverband Rheinland-Pfalz tätig und im Anschluss von 1954 bis 1965 als Referent für Landschaftspflege im Ministerium für Landwirtschaft, Weinbau und Forsten des Landes Rheinland-Pfalz in Mainz. In diesem Zeitraum setzte er sich für die Erhaltung, Neuanlage und Pflege von natürlichen und naturnahen Landschaftselementen im Rahmen von Flurbereinigungen, Aussiedlung von Höfen, Straßen-, Wasser-, Berg- und Tagebauten sowie bei der Schiffbarmachung der Mosel ein. Sein letzter Dienstgrad war Oberforstmeister.
1965 wurde er zum ordentlichen Professor ernannt und auf den neugeschaffenen Lehrstuhl für Landschaftsökologie und Landschaftsgestaltung an der Fakultät für Bauwesen der RWTH Aachen berufen. Den Studenten der Studienrichtungen Architektur, Stadtplanung, Straßen-, Wasser- und Bergbau, Vermessungswesen, Biologie und Wirtschaftswissenschaften vermittelte er die Zusammenhänge zwischen den natürlichen Gegebenheiten und den Auswirkungen von Eingriffen in die Natur und Landschaft. Sein Forschungsschwerpunkt war die Erfassung und Aufbereitung der Eigenschaften des Naturhaushaltes in Form von landschaftsökologischen Raumeinheiten und deren Eignung für die Landnutzung in der Regional-, Bauleit-, Orts- und Fachplanung. Mehrere Modellarbeiten zeugen von der Anwendung seiner Forschungsergebnisse im Rahmen von Projekten, u. a. Hexbachtal im Ruhrgebiet (Straßenplanung 1977), Hambach (Braunkohlentagebau 1975), Aachen (Stadtplanung 1978), Saar (Ausbau zur Schifffahrtsstraße 1976/77), Ems bei Rietberg (Flurbereinigung, Wasserbau 1980), Brandscheid/Eifel (Flurbereinigung 1991). Darüber hinaus verfasste er Beiträge zur Geschichte des Naturschutzes und der Landschaftspflege (u. a. 1969, 1970 und 1998), zur Frage des Farbanstrichs von Bauwerken unter landschaftsgestalterischen Gesichtspunkten (mit Fachkollegen 1960) und beteiligte sich im Buch über seinen Heimatkreis Königsberg/Neumark (1996).
Nach seiner Emeritierung 1988 blieb Pflug weiterhin wissenschaftlich aktiv. 1998 war er Herausgeber des umfangreichen Standardwerks Braunkohlentagebau und Rekultivierung. Landschaftsökologie – Folgenutzung – Naturschutz, das die Summe der bei den Braunkohlentagebau-Rekultivierungen gewonnenen Erfahrungen enthielt. Als 1994 das britische Militär die durch ihre Panzer und andere Kettenfahrzeuge verwüsteten „Roten Flächen“ im Naturschutzgebiet Lüneburger Heide (18 km²) verließ, war er in seiner Eigenschaft als Mitglied des Vorstandes des Vereins Naturschutzpark e.V. und zuletzt Vorsitzender der Kommission „Roten Flächen“ an den Planungen zur Wiederherstellung der Heiden beteiligt.
Universitätsprofessor em. Wolfram Pflug wohnte zuletzt im Heidedorf Wilsede, wo er am 26. Dezember 2013 verstarb.

## Mitgliedschaften
Professor Pflug engagierte sich in zahlreichen Gremien. So war er ab 1960 korrespondierendes Mitglied der Akademie für Raumforschung und Landesplanung Hannover, war von 1969 bis 1991 Mitglied des Kuratoriums für den Europapreis für Landespflege der Johann-Wolfgang-von-Goethe-Stiftung zu Basel, wurde 1973 als Mitglied in den Deutschen Rat für Landespflege berufen, war von 1980 bis 1991 Vorsitzender der Gesellschaft für Ingenieurbiologie, von 1990 bis 1997 Vorsitzender des Vereins Archiv und Museum zur Geschichte des Naturschutzes in Deutschland sowie von 1995 bis 2003 Vorstandsmitglied des Vereins Naturschutzpark.

## Ehrungen
- 1944 – EK II und EK I (Eisernes Kreuz 2. und 1. Klasse), Kriegsabzeichen für Minensuch-, U-Boots-Jagd- und Sicherungsverbände, Verwundetenabzeichen in Schwarz
- 1953 – Ehrenurkunde des Landesverbandes Rheinland-Pfalz der Schutzgemeinschaft Deutscher Wald
- 1970 – Kulturpreis der Rheinischen Raiffeisenbanken
- 1988 – Gerd Grzella: Das Porträt: Prof. Wolfram Pflug. Klenkes – Stadtmagazin Aachen. 8 / 1988. S. 8
- 1993 – Hans-Joachim Einbrodt: Ein Leben mit der Umwelt und für die Umwelt. Persönliche Worte zum 70. Geburtstag an Herrn Univ.Prof.Dipl.Forstw. Wolfram Pflug Wissenschaft und Umwelt. 3–4 / 1993. S. 163 und 164
- 1995 – Werner Mayser, Knut Limpert und Thomas Hintz: Professor Wolfram Pflug – 70 Jahre lebendiger Naturschutz und Landschaftspflege. Gesellschaft für Ingenieurbiologie. Festschrift. Mitteilungen 4. April 1995. S. 2–4
- 2000 – Albert Schmidt: Ehrung von Professor Pflug im Rahmen eines Symposiums „Aspekte der Naturschutzgeschichte in Deutschland“. Stiftung Naturschutzgeschichte (Hrsg.). Wegmarken. Beiträge zur Geschichte des Naturschutzes. Klartext. Essen 2000. S. 274–280
- 2000 – Ehrenmitgliedschaft in der Gesellschaft für Ingenieurbiologie e.V.

## Schriften (Auswahl)

### Eigenständige Schriften
- Landschaftspflege, Schutzpflanzungen, Flurholzanbau: Eine Anleitung für die Planung, Ausführung und Pflege (= Handbücher für Landschaftspflege und Flurholzanbau. Band 1). Euting, Neuwied 1959; Neuauflage 1961.
- Landschaftsökologisches Gutachten zum geplanten Braunkohlentagebau Hambach I. 2 Bände. Aachen 1975.
- Landschaftsökologisches Gutachten zum geplanten Baugebiet im Bereich Horn-Lehe-West, Bremen. Aachen 1982.
- Hofgehölze: Bäume und Sträucher als Kulturlandschaftselement und natürlicher Witterungsschutz. Anordnung, Bestandsaufnahme, Beispiele. Borntraeger, Stuttgart 2012.
- 145 Beiträge in Fachzeitschriften und Fachbüchern

### Als Mitverfasser
- W. Pflug, H. Birkigt, P. Brahe, M. Horbert, J. Voß, H. Wedeck und St. Wüst: Landschaftsplanerisches Gutachten Aachen. Stadt Aachen (Hrsg.). Aachen 1978. 239 S.
- W. Pflug, G. Ruwenstroth, E. Stähr, K. Limpert, R. Regenstein und K. Schott: Wasserbauliche Modellplanung Ems bei Rietberg auf landschaftsökologischer Grundlage. Landesamt für Agrarordnung Nordrhein-Westfalen (Hrsg.). Münster 1980. 115 S.
- W. Pflug und H. Wedeck: Zur Bedeutung landschaftsökologischer Grundlagen für die Planung. Buchwald/Engelhardt (Hrsg.): Handbuch für Planung, Gestaltung und Schutz der Umwelt. Bd. 3. BLV München, Wien, Zürich. 1980. S. 65–80. ISBN 3-405-12033-0
- W. Pflug, H. Ant, M. Horbert, H. Wedeck und Mitarbeiter: Landschaftsökologisches und landschaftsgestalterisches Gutachten zum Kernkraft Kalkar. Essen/Aachen 1983. 288 S.

### Als Herausgeber
- mit Alfred Conrad Boettger: Stadt und Landschaft, Raum und Zeit. Festschrift für Erich Kühn zur Vollendung seines 65. Lebensjahres. Köln 1969. Darin: Wolfram Pflug: 200 Jahre Landespflege in Deutschland. S. 237–289
- Uferschutzwald an Fließgewässern (= Jahrbuch der Gesellschaft für Ingenieurbiologie. Band 1). Stuttgart 1982, ISBN 3-7828-1475-4
- Wurzelwerk und Standsicherheit von Böschungen und Hängen (= Jahrbuch der Gesellschaft für Ingenieurbiologie. Band 2). Aachen 1985, ISBN 3-925537-00-7
- Erosionsbekämpfung im Hochgebirge (= Jahrbuch der Gesellschaft für Ingenieurbiologie. Band 3). Aachen 1988, ISBN 3-925537-02-3
- zusammen mit Eva Hacker: Flussdeiche und Flussdämme, Bewuchs und Standsicherheit (= Jahrbuch der Gesellschaft für Ingenieurbiologie. Band 7). Aachen 1999, ISBN 3-9802634-4-4. Darin: Wolfram Pflug, Eckart Stähr: Wald auf und an Flussdeichen. S. 297–321.
- Braunkohlentagebau und Rekultivierung. Landschaftsökologie – Folgenutzung – Naturschutz. Springer, Berlin 1998, ISBN 3-540-60092-2.

### Als Bearbeiter
- Heimatkreis Königsberg/Neumark (Hrsg.): Kreis Königsberg/Neumark – Erinnerungen an einen ostbrandenburgischen Landkreis. Bearbeiter: Hans Gottfried Bluhm, Wolfram Pflug, Burkhard Regenberg und Rudolf Herbert Tamm.

## Werkverbleib
Wolfram Pflugs Vorlass befindet sich im Archiv der Stiftung Naturschutzgeschichte im Schloss Drachenburg, Königswinter/Rhein.